# Foxy Brown
Foxy Brown, egentligen Inga Marchand, född 6 september 1978 i Brooklyn, New York, är en amerikansk rappare som först dök upp 1994, då hon var 15 år, på LL Cool Js I Shot Ya med Keith Murray och Fat Joe.
Hon var den första tjejen Def Jam kontrakterade, och 1996 släppte hon sitt debutalbum Ill Na Na som har sålt i ungefär 2,5 miljoner exemplar.[när?] Hon och Jay-Z blev kända samtidigt med låtar som Ain't No och I'll Be och de har jobbat tillsammans sedan dess. Foxy Brown var ett tag med i rapgruppen The Firm tillsammans med Nas, AZ, Nature & Cormega.
Foxy Brown har släppt tre album, Ill Na Na, Chyna Doll och Broken Silence. Hon arbetar nu[när?] på sitt fjärde album, Black Roses.
Lil' Kim och Foxy Brown har alltid varit fiender, och blir ständigt jämförda med varandra, deras bråk slutade i en skottlossning i New York mellan Foxy Browns vänner och Kims vänner. Det slutade med att Kim hamnade i fängelse den 27 september 2005 för mened. Kim släpptes ur fängelset 3 juli 2006. I oktober 2006 dömdes Foxy Brown till skyddstillsyn efter en misshandel på en skönhetssalong som ägde rum 29 augusti 2004. Den 7 september 2007 döms hon till ett års fängelse för brott mot den skyddstillsyn hon dömdes till i oktober 2006.